# El perdón del rey
El perdón del rey és una sarsuela en 2 actes, el segon dividit en dos quadres, amb llibret d'Ángel Torres del Álamo i Antonio Asenjo i música de Rafael Martínez Valls, estrenada al Teatre Eldorado de Barcelona, el 29 d'octubre de 1926.
L'estrena fou dirigida pel compositor. Hi assistiren els autors del llibret. Es va encarregar de l'estrena la companyia Caballé, amb Frederic Caballé, la seva esposa Amparo Saus, Amparo Alarcón, Pedro Segura, Adela García, Juan Baraja i Pedro Vidal. Els decorats van ser de Joan Morales.